# Фао
29°58′28″ пн. ш. 48°27′51″ сх. д. / 29.974444444444° пн. ш. 48.464166666667° сх. д.
Фао (араб. شبه جزيرة الفاو — півострів у районі, прилеглому до Перської затоки на крайньому південному сході Іраку, поблизу Басри (Ірак) і Абадана (Іран).

## Географія
Болотистий півострів розташований за 20 км на південний схід від другого за величиною міста Іраку, Басри, і є частиною дельти річки Шатт-аль-Араб (Арванд Руд), утвореної злиттям основних річок Євфрат і Тигр.
Тут розташований ряд важливих нафтових об'єктів Іраку, перш за все два основні нафтові термінали: Хор аль-Амайя і Міна аль-Бакр. Особливо важливе стратегічне положення півострова, з якого здійснюється доступ до водного шляху Шатт-ель-Араб (а отже, доступ до Басри).
Єдиним значним містом на півострові є Умм-Каср, рибальське містечко і порт, яке було основною морською базою Іраку до вторгнення США.

## Історія
Під час ірано-іракської війни (1980—1988) півострів був предметом суперечок через своє стратегічне розташування на спірній річці Шатт-ель-Араб, а також був місцем багатьох великих боїв. У 1986 році іранці скористалися слабкістю іракської оборони на південному краї півострова і захопили його (хоча сам Умм-Каср зайняти і не вдалося). 11 лютого 1986 року іранські війська почали раптову атаку проти іракських військ, які обороняли півострів. Іракські підрозділи складалися переважно з погано навчених новобранців, і іранцям вдалося зайняти його. Це було перше успішне захоплення території Іраку[джерело?]. Надалі іранські війська відбили кілька відповідних іракських контрударів.
17 квітня 1988 року іракська армія почала масштабну операцію під назвою «Рамадан Мубарак», метою якої було звільнення півострова. Іракські війська мали чисельну перевагу — з боку Іраку було приблизно 100 тис. солдатів, з іранського боку — 15 тисяч.
Використовуючи повітряні бомбардування і хімічну зброю (зарин), іракці врешті-решт вигнали іранців з півострова протягом 35 годин.
У 1991 році під час війни в Перській затоці основні бої йшли на півдні і заході півострова, військові об'єкти на півострові зазнали серйозного бомбардування з боку США та їх союзників.
2003 року під час вторгнення в Ірак британська 3-тя бригада спеціального призначення протягом декількох днів захопила Фао. Проте бої за Умм-Каср тривали значно довше і було кілька помилкових повідомлень британського командування «про взяття Умм-Касра».
Нині[коли?] ведеться патрулювання багатонаціональними силами (перш за все американської берегової охорони).